# Willem Key

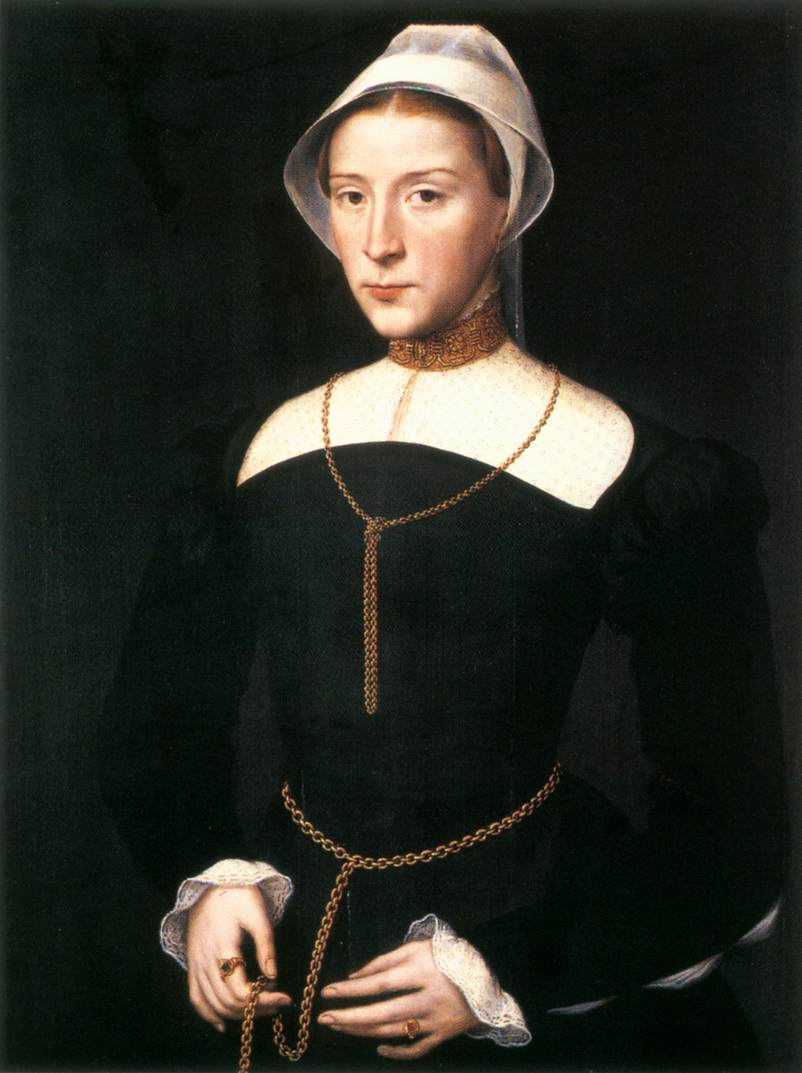
Ritratto di donna, Rockox House, Anversa

Willem Key (Breda, 1515 circa – Anversa, 1568) è stato un pittore fiammingo.

## Biografia
Verso il 1540 era assistente di Lambert Lombard a Liegi, assieme a Frans Floris. Nel 1542 divenne maestro autonomo iscrivendosi alla Gilda di San Luca di Anversa, della quale fu nominato decano dal 1552. Van Mander sottolineò la sua importante posizione sociale, il circolo di amicizie influenti a corte e la sua ricchezza economica.
Fu autore di ritratti e di scene religiose e storiche.
Fu probabile maestro del cugino Adriaen Thomasz. Key.